# 瀬川菊之丞 (7代目)
七代目 瀬川 菊之丞（せがわ きくのじょう、1957年〈昭和32年〉2月15日 - ）は、歌舞伎名跡「瀬川菊之丞」の当代で、現在は株式会社エヌ・エー・シーに所属する歌舞伎役者である。屋号は濱村屋。定紋は丸に結綿。本名は外村 実（とのむら　みのる）。
大阪府出身で、小学校四年生のときに母方の実家がある滋賀県八日市市に引っ越した。彦根工業高校を卒業後、トヨタ自動車で社会人野球選手をしていたが二年目に肩を負傷し会社を辞めている。その後、劇団前進座付属養成所(9期生)に学んで俳優に転じた。
はじめ山村 邦次郎（やまむら くにじろう）、屋号は岡村屋を名乗り、五代目河原崎國太郎に女形と立役の両方を学んだ。六代目嵐芳三郎が死去したため必要に迫られて女形に取り組むようになり、六代目河原崎國太郎が入って来てからは立役をするようになったという。女形では女房役などに古風な味わいがあり、立役では『三人吉三』のお坊吉三などを当たり役としている。
1985年に『巷談小夜きぬた』の新吉役で文化庁芸術祭賞を受賞、1996年に『左の腕』の松葉屋女主人おあさ役で京都十三夜会賞を受賞。
名跡預かり人である日本舞踊岩井流宗家の五代岩井紫若(六代菊之丞の姪)が六代目瀬川菊之丞の遺志を汲んで「創立七十周年までに座の前途ある俳優に名跡を継がせたい」と申し出たことから、2001年5月に『菅原伝授手習鑑（寺子屋）』の千代で七代目菊之丞を襲名。2009年、前進座を退団した。
退団後は俳優として映像作品や舞台に出演しており、2016年5月には前進座の国立劇場公演「東海道四谷怪談」に客演もしている。

## 出演

### テレビドラマ出演
- 水戸黄門 （TBS / C.A.L）
  - 水戸黄門第39部 第6話「スッたもんだの初手柄-倉敷-」（2008年） - 横尾十内
  - 水戸黄門第40部 第14話「艶やかお娟の七変化-富山-」（2009年） - 鰍沢将監
- 土曜時代劇（NHK総合）
  - 桂ちづる診察日録 第6話「月下恋」（2010年） - 多岐主計
- ドラマ10（NHK総合）
  - フェイク 京都美術事件絵巻 第5話「能面の告白」（2011年） - 木村恭一
- 日曜劇場 （TBS）
  - JIN-仁- 完結編 第4話・第5話（2011年） - 座頭
- 金曜プレミアム（フジテレビ）
  - 剣客商売 陽炎の男（2015年、松竹） - 村松左馬之助
- 大岡越前3 第7話「過去を失くした男」（2016年2月26日、NHK BSプレミアム / C.A.L） - 利助
- ちかえもん（2016年） ‐ 坂田藤十郎

### 映画
- 日本のいちばん長い夏（2010年8月公開、アマゾンラテルナ、監督:倉内均） - 館野守男 役
- 武士の家計簿（2010年12月公開、松竹、監督:森田芳光）

### 舞台
- 「お登勢」（2007年9月8日-10月5日、前進座） - 佐伯織部 役
- 松平健特別公演「忠臣蔵」(2010年9月御園座・2010年11月博多座)- 堀内伝右衛門 役
- 氷川きよし特別公演「銭形平次 −きよしの平次 青春編−」（2011年6月、明治座） - 長谷部弥一郎 役
- 松平健特別公演「新作・暴れん坊将軍」(2011年11月、御園座) - 大聖寺蔵人役
- 島津亜矢特別公演「会津のジャンヌ・ダルク~山本八重の半生~」(2012年5月、御園座) - 山本覚馬役
- 朗読座 第１回公演「日本の面影」(2012年7月、俳優座劇場) - 西田千太郎役
- 五木ひろし特別公演「～長良川艶歌～」(2012年9月、御園座) - かわらの勘六役
- 松平健×川中美幸ダブル座長公演「暴れん坊将軍～初夢江戸の恵方松～」「赤穂の寒桜～大石りくの半生～」(2013年1,2月、御園座） - 大岡忠相・瀬田又之丞役
- 芸能生活50周年記念 五木ひろし 新春特別公演(2014年1月、博多座)
- 陽春特別企画「吉野まほろば物語」(2014年4月、新歌舞伎座)
- 「笑う門には福来たる～女興行師 吉本せい～」(2014年11月博多座、12月新橋演舞場)
- 山内惠介プレミアムステージIN南座「曽根崎心中」(2015年7月、南座・江東文化センター) - 平野屋久右衛門役
- 紀尾井邦楽ドラマ「歌行灯（うたあんどん）」(2016年3月、紀尾井ホール) - 恩地喜多八役
- 前進座創立八十五周年記念　五月公演「東海道四谷怪談」(2016年5月、国立劇場) - 佐藤与茂七役
- 中村美律子デビュー30周年記念公演「歌う門には福来たる」(2016年7/25～8/13、新歌舞伎座) - 富田梓仁役
- 「笑う門には福来たる」(2016年11月、大阪松竹座)
- 山内惠介特別公演(2017年2月、新歌舞伎座)
- 「七月名作喜劇公演」(2017年7月、新橋演舞場)
- 川中美幸 特別公演(2018年3月、新歌舞伎座)
- 坂本冬美特別公演(2018年11月、新歌舞伎座)
- 五木ひろし特別公演　市川由紀乃・特別出演(2019年3月、御園座)
- 「笑う門には福来たる」(2019年5月松竹座・7月新橋演舞場)戎役、太十役
- 「喜劇 道頓堀ものがたり」(2019年10月、南座)
- 五木ひろし特別公演　坂本冬美特別出演(2020年1月、新歌舞伎座)
- 藤山寛美歿後三十年喜劇特別公演「大阪ぎらい物語」(2021年3月、博多座)